# مطاردة النيزك
مطاردة النيزك (بالفرنسية: La Chasse au météore)‏، (بالإنجليزية: The Chase of the Golden Meteor)‏ رواية خيال علمي من تأليف الروائي جول فيرن صدرت عام 1908.